# 凯特琳·法林顿
凯特琳·布鲁克·法林顿（英語：Kaitlyn Brooke Farrington，1989年12月18日—）是美國女子單板滑雪運動員，在愛達荷州貝利維尤附近的一個養牛場長大，現在住在蒙大拿州懷特菲什。她曾代表美國參加2014年冬季奧林匹克運動會單板滑雪比賽，獲得女子U型場地技巧金牌。在首次參加奧運之前，她參加2010年冬季世界極限運動會並獲得金牌。2022年12月8日，法林頓被宣佈為親愛的月球項目的後備機組成員，這是一項月球太空飛行任務。